# Corydoras acrensis
Corydoras acrensis es una especie de pez de la familia Callichthyidae en el orden de los Siluriformes.

## Morfología
Los machos pueden llegar alcanzar los 3 cm de longitud total.

## Distribución geográfica
Se encuentran en la cuenca del río Yuruá, afluente del río Amazonas.